# هيرمان فينندال
هيرمان فينندال (بالهولندية: Herman Veenendaal)‏ هو لاعب كرة قدم هولندي في مركز الهجوم، ولد في 23 سبتمبر 1947 في آرنم في هولندا. لعب مع فيتيسه آرنهم.